# Playa del Hombre Muerto
La playa del Hombre Muerto (en catalán: Platja de l'Home Mort), también conocida como playa del Muerto, es una playa nudista en una zona rodeada de acantilados en el municipio de Sitges en Cataluña, España. El acceso se hace a través de un sendero abrupto que comienza en la zona donde estuvo ubicada la discoteca l'Atlántida de Sitges. Tiene una longitud de 110 metros y una anchura media de 10 metros, y cuenta con un chiringuito.
El lugar es conocido desde 1930 como una de las primeras playas gay del mundo, dada su compleja accesibilidad que la convirtió en refugio para la población LGBT así como en lugar de encuentros casuales entre homosexuales. El nombre de la playa, según los relatos de habitantes de la zona, sería debido a que en el lugar apareció el cuerpo de un aviador durante la Segunda Guerra Mundial.
La playa es uno de los escenarios principales de la novela La playa del hombre muerto, publicada en 2021 por Keka Díaz (K. Milano).